# ایوانا لینچ
ایوانا پاتریشیا لینچ (به انگلیسی: Evanna Patricia Lynch) (زادهٔ ۱۶ اوت ۱۹۹۱) بازیگر و صداپیشه ایرلندی است. او با بازی در نقش لونا لاوگود در مجموعه فیلم‌های هری پاتر به شهرت رسید.

## جوایز و نامزدی‌ها
| سال  | جایزه                         | عنوان اثر                | عنوان جایزه               | نتیجه    | منابع |
| ---- | ----------------------------- | ------------------------ | ------------------------- | -------- | ----- |
| ۲۰۰۹ | جایزه هنرمند جوان             | هری پاتر و شاهزاده دورگه | بهترین بازیگر نقش مکمل زن | نامزدشده |       |
| ۲۰۰۹ | جایزه جیغ                     | هری پاتر و شاهزاده دورگه | بهترین بازیگر نقش مکمل زن | برنده    |       |
| ۲۰۱۶ | آکادمی فیلم و تلویزیون ایرلند | نام من امیلی است         | بازیگر نقش اول زن         | نامزدشده | [ ۱ ] |